# Alternative 4
Alternative 4 ist das vierte Studioalbum der britischen Band Anathema. Es wurde am 22. Juni 1998 bei Peaceville Records veröffentlicht.

## Entstehung und Stil
Wie bereits auf dem Vorgänger Eternity wurde Alternative 4 mit cleanem Gesang aufgenommen. Die Aufnahmen fielen in eine Phase des Umbruchs in der Band. Schlagzeug spielte Shaun Steels, der für den kurz zuvor ausgestiegenen John Douglas zur Band stieß. Douglas kehrte jedoch nach den Album-Aufnahmen zurück. Zugleich war Alternative 4 die letzte Aufnahme mit Bassist und Songschreiber Duncan Patterson, der die Band nach der Albumveröffentlichung verließ und alsbald Antimatter gründete. Für ihn kam Dave Pybus. Anathema arbeiteten auf Alternative 4 zunehmend mit Piano und Keyboard, die von Duncan Patterson und Danny Cavanagh eingespielt wurden. Aber auch eine Geige wurde verwendet, sie wurde von George Ricci gespielt. Andy Duncan programmierte Schlagzeug-Loops bei Empty. Am Ende von Inner Silence folgt nach einigen Herzschlägen ein halbminütige Pause.

## Rezeption
Die Webseite Allmusic vergab drei von fünf Sternen. Wolf-Rüdiger Mühlmann schrieb im Magazin Rock Hard, das Album setze Maßstäbe. Die „innere Zerissenheit [sic!] und Qualen“ wirkten „immer ehrlich“. Nach October Rust von Type O Negative sei Alternative 4 „das erste superbe Herzschmerzalbum seit Ewigkeiten und gehört schon jetzt zu den absoluten Highlights dieses Jahres“. Er vergab 9,5 von zehn Punkten.

## Titelliste
1. Shroud of False – 1:37
2. Fragile Dreams – 5:32
3. Empty – 3:00
4. Lost Control – 5:50
5. Re-Connect – 3:52
6. Inner Silence – 3:09
7. Alternative 4 – 6:18
8. Regret – 7:58
9. Feel – 5:28
10. Destiny – 2:14

Bonusstücke auf der Wiederveröffentlichung von 2004:
1. Your Possible Pasts – 4:28
2. One of the Few – 1:51
3. Better Off Dead – 4:22
4. Goodbye Cruel World – 1:40

Drei der Bonusstücke sind Coverstücke von Pink Floyd, Better Off Dead stammt von Bad Religion.